# Gay (nome)
Gay  è un nome proprio di persona inglese maschile e femminile.

## Varianti
- Ambigenere: Gaye[1][2]
  - Femminili: Gae[1]

## Origine e diffusione
Il nome è attestato dal XVII secolo, come ripresa dell'omonimo cognome inglese, derivante a sua volta dal termine francese antico gai ("gioioso"). Dal vocabolo francese, la cui etimologia è incerta, forse derivante da una radice franca oppure dall'aggettivo e nome proprio latino "Gaio", deriva anche il termine inglese gay, il cui significato originale è appunto "gioioso", "felice", "spensierato": questo aggettivo venne ripreso direttamente come nome proprio, principalmente femminile, nel tardo XIX secolo.
Nel corso del XX secolo il termine "gay" acquisì anche il significato di "uomo omosessuale", e per questo motivo il suo uso come nome proprio cessò quasi totalmente; un destino simile lo subirono anche i nomi Fanny e Dick (che divennero slang volgari indicanti i genitali femminili e quelli maschili) e Philander (che assunse il significato di "amatore", "dongiovanni").

## Onomastico
Il nome è adespota, cioè non è portato da alcun santo, pertanto l'onomastico ricade il 1º novembre, giorno di Ognissanti.

## Persone

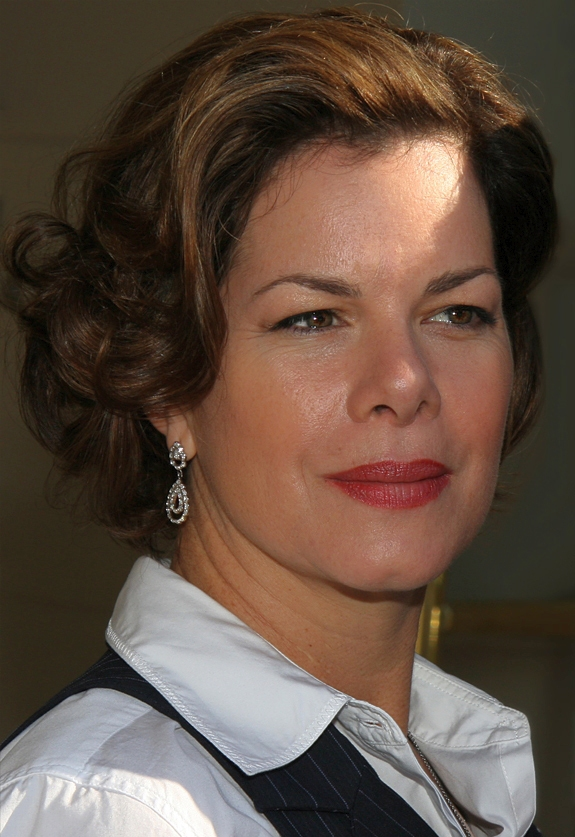
Marcia Gay Harden

### Femminile
- Gay D'Asaro, schermitrice statunitense
- Gay Hamilton, attrice britannica
- Marcia Gay Harden, attrice statunitense

### Maschile

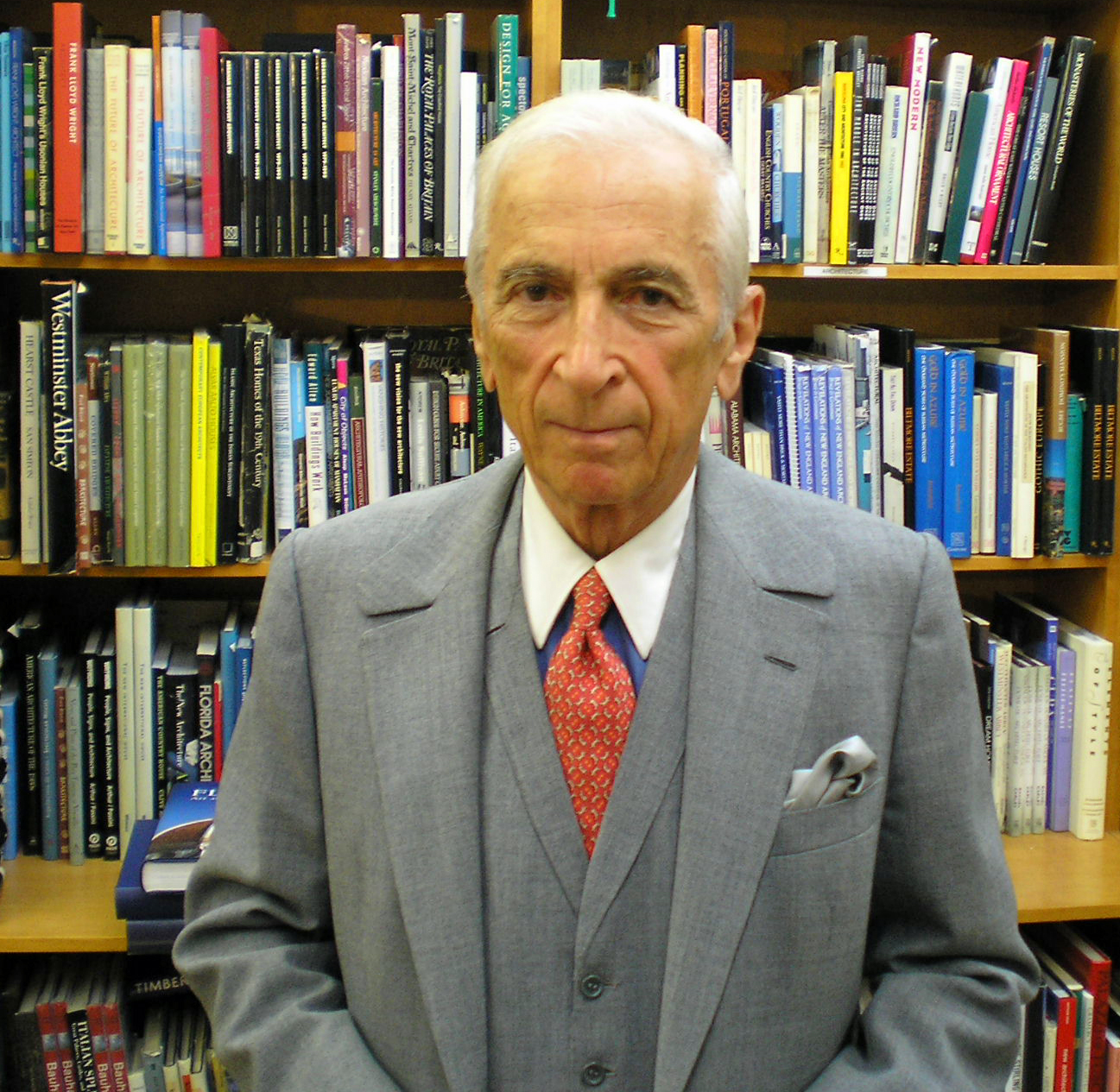
Gay Talese

- Gay Talese, scrittore statunitense

## Il nome nelle arti
- Gay Ellis è un personaggio della serie televisiva e cinematografica UFO.